# O rybaku i jego żonie (film)
O rybaku i jego żonie (niem. Vom Fischer und seiner Frau) – niemiecki film familijny z 2013 roku, należący do cyklu filmów telewizyjnych Najpiękniejsze baśnie braci Grimm. Film jest adaptacją baśni braci Grimm pt. O rybaku i złotej rybce.
Zdjęcia kręcono w Hamburgu, w skansenie w Kiekeberg (Dolna Saksonia) oraz w Emkendorf (Szlezwik-Holsztyn).

## Fabuła
Film opowiada o rybaku Hein'ie i jego żonie IIsebill, którzy żyją w małym domku nad brzegiem morza. Pewnego dnia, gdy mężczyzna łowił ryby, w jego sieć wpada złota rybka. Rybka mówi mężczyźnie, że tak naprawdę jest zaczarowanym księciem. Aby wrócić do swojego pierwotnego wcielenia i odzyskać wolność, obiecuje spełnić życzenia IIsabilli. 

## Obsada
- Fabian Busch: rybak Hein
- Katharina Schüttler: Ilsebill
- Jan Fedder: rybka (głos)
- Peter Heinrich Brix: rybak Klaas
- Leander Lichti: sługa Johann
- Rudolf Kowalski: biskup Benedikt
- Patrick Heyn: hrabia Lausenburg
- Catrin Striebeck: hrabina Jolinde Lausenburg
- Alexander Simon: szambelan Otto[1]